# John Fusco
Pour les articles homonymes, voir Fusco.
John Fusco, né à Waterbury (Connecticut), est un scénariste américain.

## Filmographie sélective
- 1986 : Crossroads de Walter Hill
- 1988 : Young Guns de Christopher Cain
- 1992 : Cœur de tonnerre de Michael Apted
- 1992 : The Babe d'Arthur Hiller
- 1996 : Loch Ness de John Henderson
- 2002 : Spirit: L'étalon des plaines (animation) de Kelly Asbury et Lorna Cook
- 2004 : Hidalgo de Joe Johnston
- 2008 : Le Royaume interdit de Rob Minkoff
- 2014 : Marco Polo
- 2016 : Tigre et Dragon 2 (Crouching Tiger, Hidden Dragon: Sword of Destiny) de Yuen Woo-ping
- 2017 : Le Chemin du pardon (The Shack) de Stuart Hazeldine
- 2018 : The Highwaymen de John Lee Hancock